# Большая Ворона
Большая Ворона — деревня в Арбажском районе Кировской области. 

## География
Находится на расстоянии примерно 14 километров по прямой на север от районного центра поселка Арбаж.

## История
Известна с  1873 года как деревня «по обе стороны речки Вороны или Большая Ворона», в которой учтено дворов 30 и жителей 184, в 1905 (два починка по левую и правую сторону Полуденного Ключа ) 40 и 280 (для обоих починков вместе), в 1926 (уже для двоих деревень ) 58 и 290, в 1950 (для объединенной деревни) 38 и 123. В 1989 году проживал 21 человек. До января 2021 года входила в состав Шембетского сельского поселения до его упразднения.

## Население
Постоянное население составляло 11 человек (русские 100%) в 2002 году, 0 в 2010.